# NGC 5946
NGC 5946 est un amas globulaire situé dans la constellation de la Règle à environ 34 575 a.l. (10.6 kpc) du Soleil et à 18 900 a.l. (5,8 kpc) du centre de la Voie lactée. Il a été découvert par l'astronome écossais James Dunlop en 1826. Cet amas a aussi été observé par l'astronome américain Lewis Swift le 24 mai 1898 et il a été inscrit à l'Index Catalogue sous la cote IC 4550.
La vitesse radiale héliocentrique de cet amas est égale à (128,4 ± 1,8) km/s. 

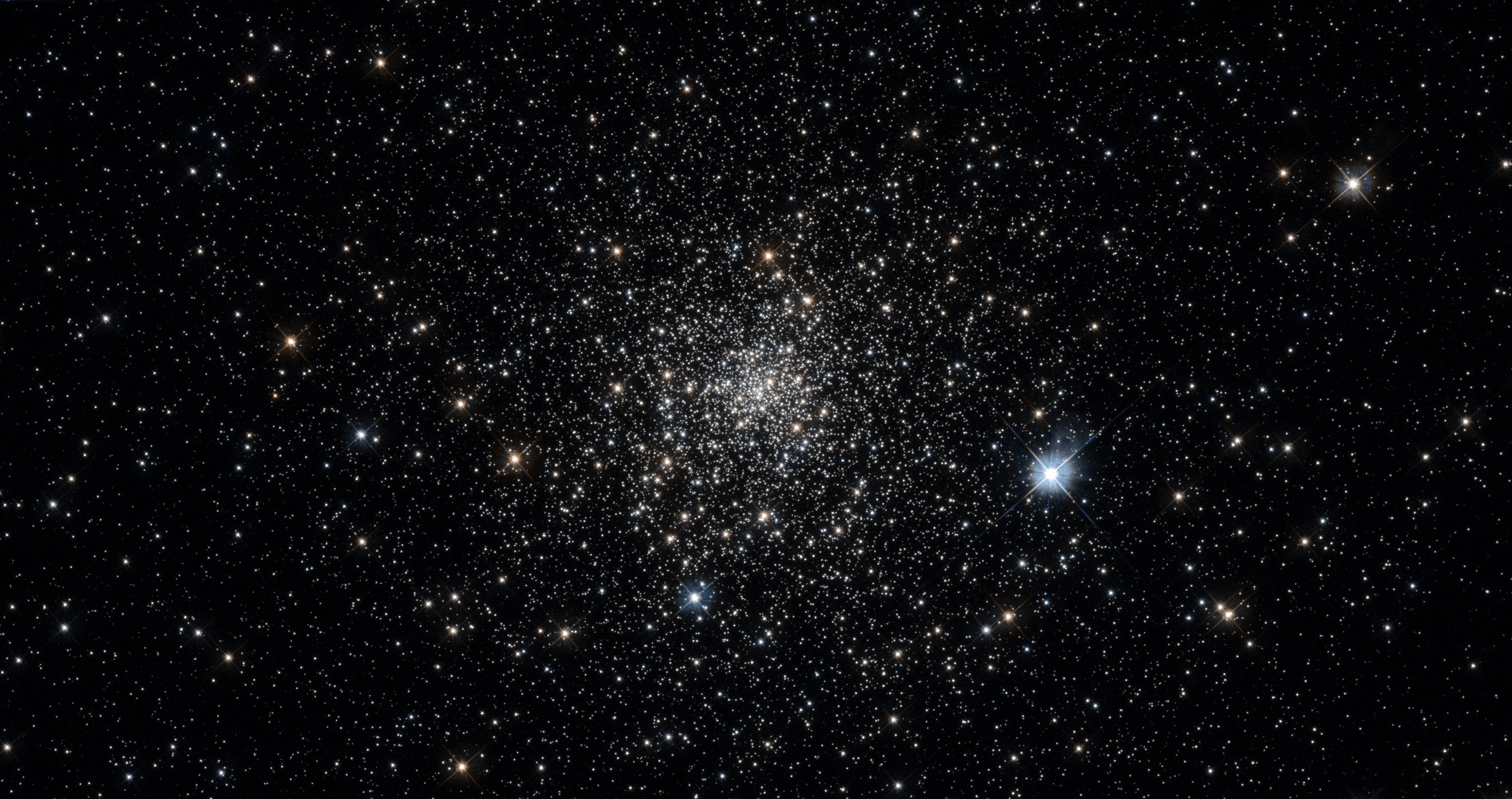
NGC 5946 par le télescope spatial Hubble.

Selon Forbes et Bridges, sa métallicité est estimée à -1,22 [Fe/H] et son âge d'environ 11,39 milliards d'années.
Selon une étude publiée en 2011 par J. Boyles et ses collègues, la métallicité de l'amas globulaire NGC 5946 est égale à -1,29 et sa masse est égale à 281 000{\displaystyle M_{\odot }}. Dans cette même étude, la distance de l'amas est estimée à environ 10,6 kpc (∼34 600 al).